# 喜界町

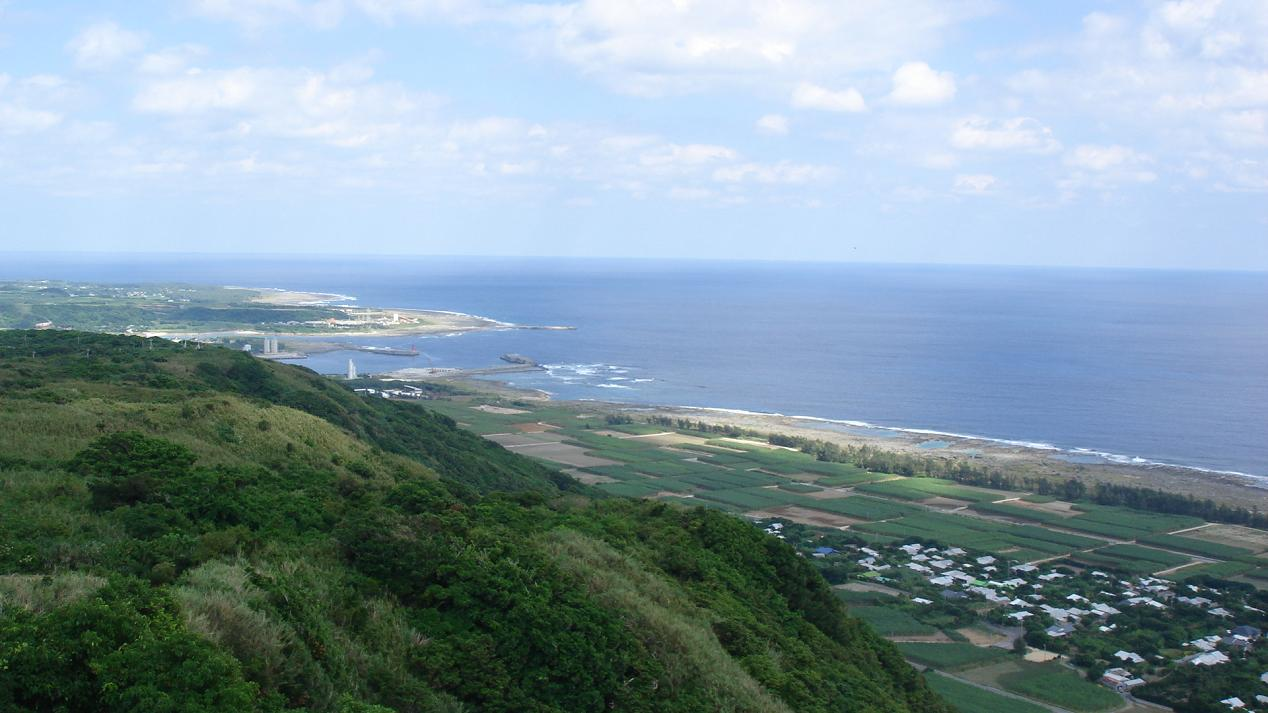
百之台展望台からの眺望

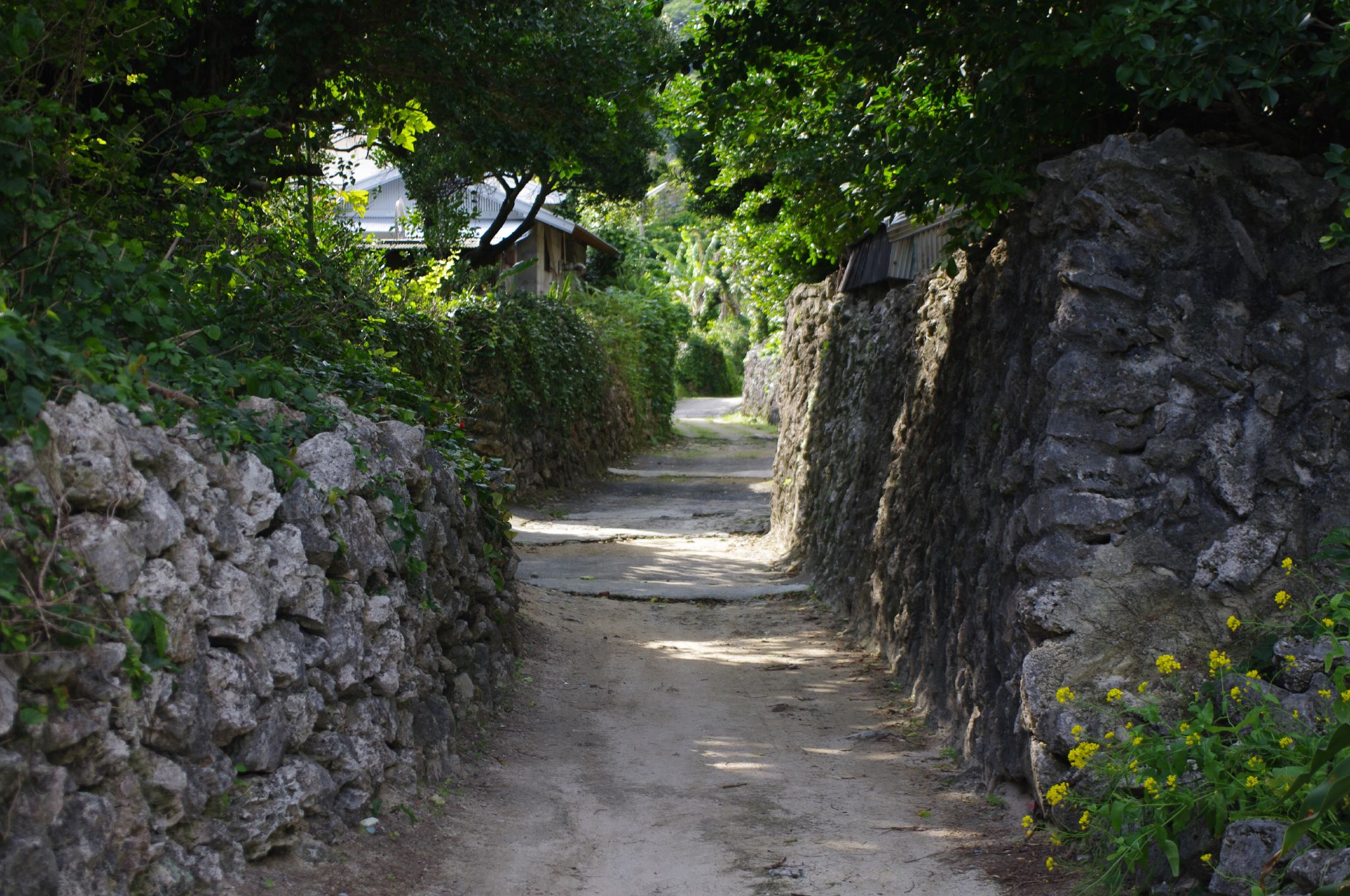
喜界島のサンゴの石垣。喜界島にはハブがいないため、ハブの住処となりやすい石垣がそのまま残されていることが多い。

喜界町（きかいちょう）は、鹿児島県の喜界島一島の全域のみを町域とする町。大島郡に属す。
「日本で最も美しい村」連合に加盟している。同連合で認定された登録地域資源は、「隆起サンゴの豊かな自然と農業景観」、および「阿伝集落のサンゴの石垣」である。
また、「喜界島ジオパーク」としての日本ジオパーク認定が目指されている。

## 地理
島全体が隆起サンゴ礁から成り、多くが海岸段丘となっている。百之台や海岸などが奄美群島国立公園に属する。
- 面積：56.9 km2
- 北東幅：14 km
- 南北幅：7.75 km
- 周囲：48.6 km
- 最高点：211.96 m（七島鼻）

### 気候
| 喜界島（2000年 - 2020年、降水量のみ1991年 - 2020年）の気候 | 喜界島（2000年 - 2020年、降水量のみ1991年 - 2020年）の気候 | 喜界島（2000年 - 2020年、降水量のみ1991年 - 2020年）の気候 | 喜界島（2000年 - 2020年、降水量のみ1991年 - 2020年）の気候 | 喜界島（2000年 - 2020年、降水量のみ1991年 - 2020年）の気候 | 喜界島（2000年 - 2020年、降水量のみ1991年 - 2020年）の気候 | 喜界島（2000年 - 2020年、降水量のみ1991年 - 2020年）の気候 | 喜界島（2000年 - 2020年、降水量のみ1991年 - 2020年）の気候 | 喜界島（2000年 - 2020年、降水量のみ1991年 - 2020年）の気候 | 喜界島（2000年 - 2020年、降水量のみ1991年 - 2020年）の気候 | 喜界島（2000年 - 2020年、降水量のみ1991年 - 2020年）の気候 | 喜界島（2000年 - 2020年、降水量のみ1991年 - 2020年）の気候 | 喜界島（2000年 - 2020年、降水量のみ1991年 - 2020年）の気候 | 喜界島（2000年 - 2020年、降水量のみ1991年 - 2020年）の気候 |
| 月                                                         | 1月                                                        | 2月                                                        | 3月                                                        | 4月                                                        | 5月                                                        | 6月                                                        | 7月                                                        | 8月                                                        | 9月                                                        | 10月                                                       | 11月                                                       | 12月                                                       | 年                                                         |
| ---------------------------------------------------------- | ---------------------------------------------------------- | ---------------------------------------------------------- | ---------------------------------------------------------- | ---------------------------------------------------------- | ---------------------------------------------------------- | ---------------------------------------------------------- | ---------------------------------------------------------- | ---------------------------------------------------------- | ---------------------------------------------------------- | ---------------------------------------------------------- | ---------------------------------------------------------- | ---------------------------------------------------------- | ---------------------------------------------------------- |
| 最高気温記録 °C （°F）                                     | 24.9 (76.8)                                                | 25.4 (77.7)                                                | 25.9 (78.6)                                                | 28.7 (83.7)                                                | 31.9 (89.4)                                                | 32.9 (91.2)                                                | 35.0 (95)                                                  | 36.9 (98.4)                                                | 34.6 (94.3)                                                | 32.2 (90)                                                  | 30.5 (86.9)                                                | 27.2 (81)                                                  | 36.9 (98.4)                                                |
| 平均最高気温 °C （°F）                                     | 18.5 (65.3)                                                | 19.2 (66.6)                                                | 20.6 (69.1)                                                | 22.9 (73.2)                                                | 25.8 (78.4)                                                | 28.2 (82.8)                                                | 31.5 (88.7)                                                | 32.0 (89.6)                                                | 30.6 (87.1)                                                | 27.8 (82)                                                  | 24.2 (75.6)                                                | 20.3 (68.5)                                                | 25.1 (77.2)                                                |
| 日平均気温 °C （°F）                                       | 15.6 (60.1)                                                | 16.1 (61)                                                  | 17.4 (63.3)                                                | 19.8 (67.6)                                                | 22.7 (72.9)                                                | 25.5 (77.9)                                                | 28.4 (83.1)                                                | 28.6 (83.5)                                                | 27.4 (81.3)                                                | 24.7 (76.5)                                                | 21.2 (70.2)                                                | 17.5 (63.5)                                                | 22.1 (71.8)                                                |
| 平均最低気温 °C （°F）                                     | 12.6 (54.7)                                                | 13.0 (55.4)                                                | 14.3 (57.7)                                                | 16.6 (61.9)                                                | 19.9 (67.8)                                                | 23.5 (74.3)                                                | 26.0 (78.8)                                                | 26.0 (78.8)                                                | 24.7 (76.5)                                                | 22.0 (71.6)                                                | 18.4 (65.1)                                                | 14.6 (58.3)                                                | 19.3 (66.7)                                                |
| 最低気温記録 °C （°F）                                     | 4.8 (40.6)                                                 | 4.2 (39.6)                                                 | 5.0 (41)                                                   | 7.4 (45.3)                                                 | 11.8 (53.2)                                                | 16.5 (61.7)                                                | 21.4 (70.5)                                                | 21.7 (71.1)                                                | 19.4 (66.9)                                                | 14.3 (57.7)                                                | 9.3 (48.7)                                                 | 7.3 (45.1)                                                 | 4.2 (39.6)                                                 |
| 降水量 mm （inch）                                         | 119.4 (4.701)                                              | 105.0 (4.134)                                              | 151.1 (5.949)                                              | 146.6 (5.772)                                              | 215.1 (8.469)                                              | 304.3 (11.98)                                              | 124.8 (4.913)                                              | 150.9 (5.941)                                              | 213.9 (8.421)                                              | 171.1 (6.736)                                              | 126.0 (4.961)                                              | 102.7 (4.043)                                              | 1,892.7 (74.516)                                           |
| 平均降水日数 （≥1.0 mm）                                   | 12.8                                                       | 11.6                                                       | 12.9                                                       | 11.0                                                       | 12.1                                                       | 12.9                                                       | 7.4                                                        | 9.7                                                        | 10.6                                                       | 10.6                                                       | 9.5                                                        | 11.8                                                       | 132.7                                                      |
| 出典1：Japan Meteorological Agency                         |                                                            |                                                            |                                                            |                                                            |                                                            |                                                            |                                                            |                                                            |                                                            |                                                            |                                                            |                                                            |                                                            |
| 出典2：気象庁                                              |                                                            |                                                            |                                                            |                                                            |                                                            |                                                            |                                                            |                                                            |                                                            |                                                            |                                                            |                                                            |                                                            |

### 地名
- 赤連（あがれん）
- 荒木 (喜界町)
- 池治（1953年、島中より独立）
- 伊砂
- 伊実久
- 浦原
- 大朝戸
- 嘉鈍
- 上嘉鉄
- 川嶺
- 喜界園
- 城久（ぐすく）
- 坂嶺
- 先内
- 先山 (喜界町)
- 佐手久
- 志東
- 志南
- 神宮 (喜界町)
- 滝川 (喜界町)
- 手久津久（てくづく）
- 中熊
- 中里 (喜界町)
- 中間 (喜界町)
- 長嶺 (喜界町)
- 西目
- 羽里
- 前金久
- 山田 (喜界町)
- 湾 (喜界町)

旧早町村
- 阿伝
- 小野津
- 嘉鈍
- 蒲生 (喜界町)
- 花良治（けらじ）
- 塩道
- 志戸桶（しとおけ）
- 早町（そうまち）
- 島中
- 白水 (喜界町)

## 歴史
- 縄文時代 - 土器の使用（赤連遺跡）

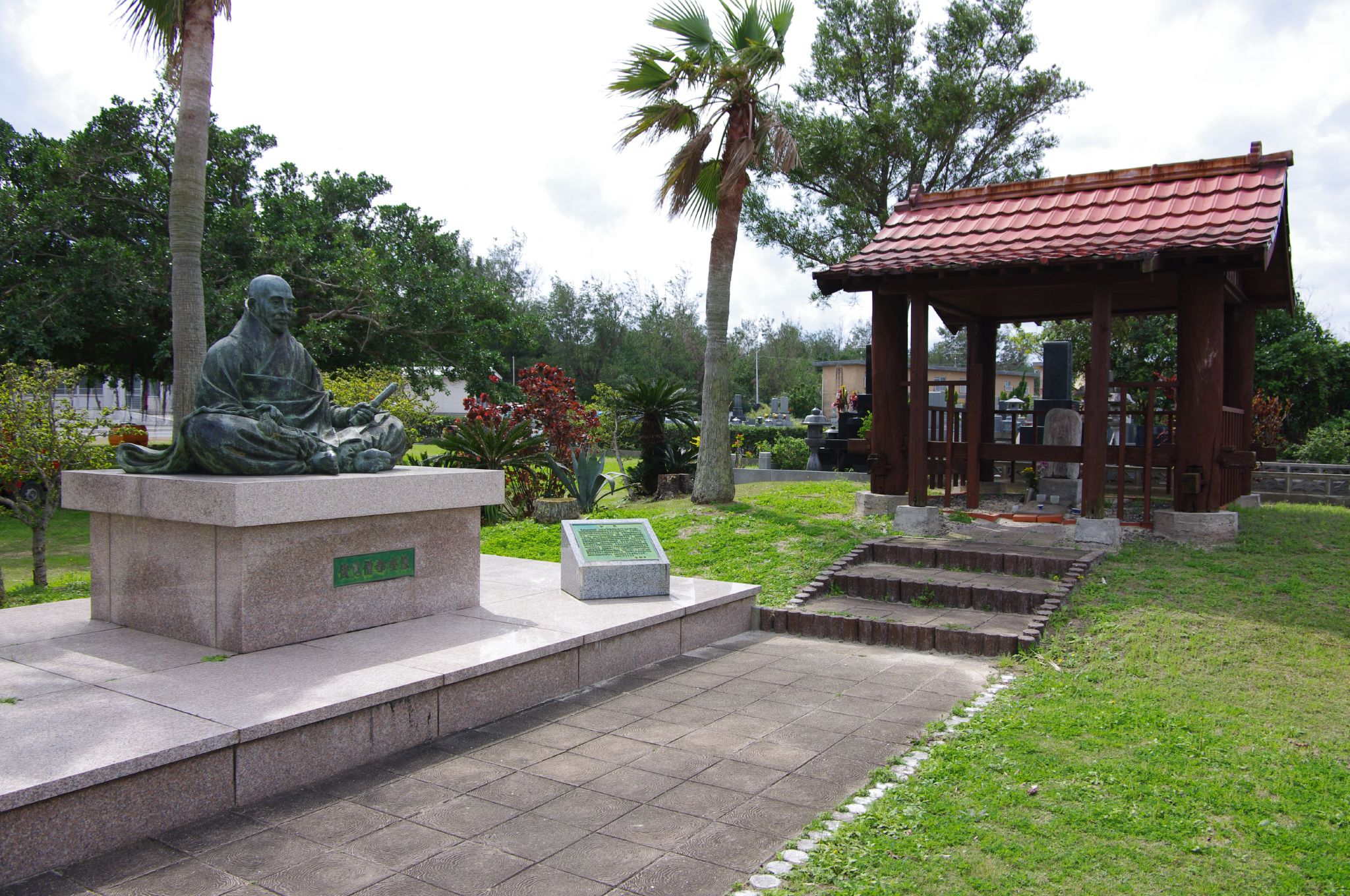
俊寛の墓

- 1177年 - 僧俊寛が平家追討を企てたとして鬼界ヶ島に流刑。それがここ喜界島だとの説もある。
- 1466年 - 1450年から攻撃を始めた琉球王国の尚徳王が喜界島を制圧。
- 16世紀 - 琉球王国により湾間切、西目間切、伊砂間切、志戸桶間切、東（ひが）間切（現：早町周辺）、荒木間切が定められる。
- 1614年 - 薩摩藩(鹿児島藩)の蔵入地となる。
- 1886年（明治19年） - 湾村・早町村発足。
- 1908年（明治41年） - 島嶼町村制施行に伴い、湾村・早町村が合併し喜界村が発足。
- 1919年（大正8年） - 喜界村・早町村に分村。
- 1941年（昭和16年） - 喜界村が町制施行、喜界町となる。
- 1946年（昭和21年） - 前年の第二次世界大戦敗戦により喜界島を含む十島村以南が本土と分離、アメリカ軍の統治下に置かれる。
- 1953年（昭和28年） - 奄美群島民の祖国復帰への願いが叶い、与論島までが日本に復帰。
- 1956年（昭和31年） - 喜界町と早町村が合併、新「喜界町」となる。
- 1959年（昭和34年） - 大字湾61番地に町役場庁舎完成。
- 1963年（昭和38年） - NHKテレビ放送受信開始。
- 1976年（昭和51年） - 南日本放送・鹿児島テレビ放送受信開始。
- 2006年（平成18年） - 2月2日、大字湾1746番地に新しい町役場庁舎完成。
- 2006年（平成18年） - 城久遺跡群が発掘され、国府級の大規模遺跡であることが確認された。
- 2009年（平成21年） - 日本で最も美しい村連合に加入。
- 2013年（平成25年） - 「よろこびと」が喜界町公認マスコットキャラクターに決定。

## 行政
- 町長：隈崎悦男（2020年10月5日から1期）

### 町の行政機関
- 喜界町役場

### 県の行政機関
- 鹿児島県庁：大島支庁 (鹿児島県) 喜界事務所
- 鹿児島県警察：奄美警察署 喜界幹部派出所

### 国の行政機関
- 防衛省：情報本部喜界島通信所。

高感度無線傍受施設（「喜界島通信所」通称「象の檻」サーキュラーアレイ・アンテナの特異な形状を指している）が川嶺地区に建設され2006年3月から一部運用開始している。計画は1985年から進められ、中国、台湾方面からの無線傍受を行っている。

## 経済

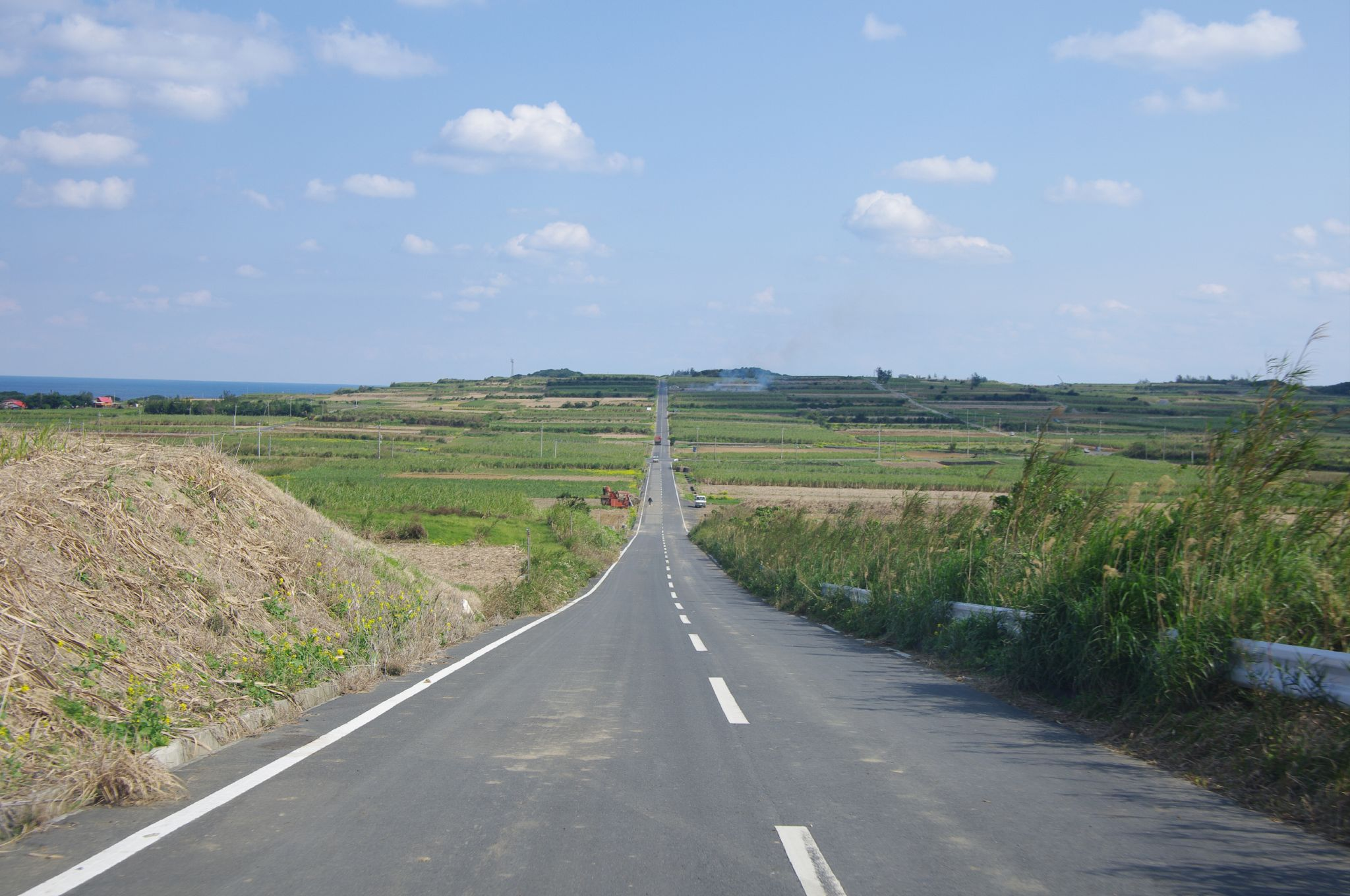
喜界島の島内風景。島一面にサトウキビ畑が広がるが、これは北部の畑を貫く一本道

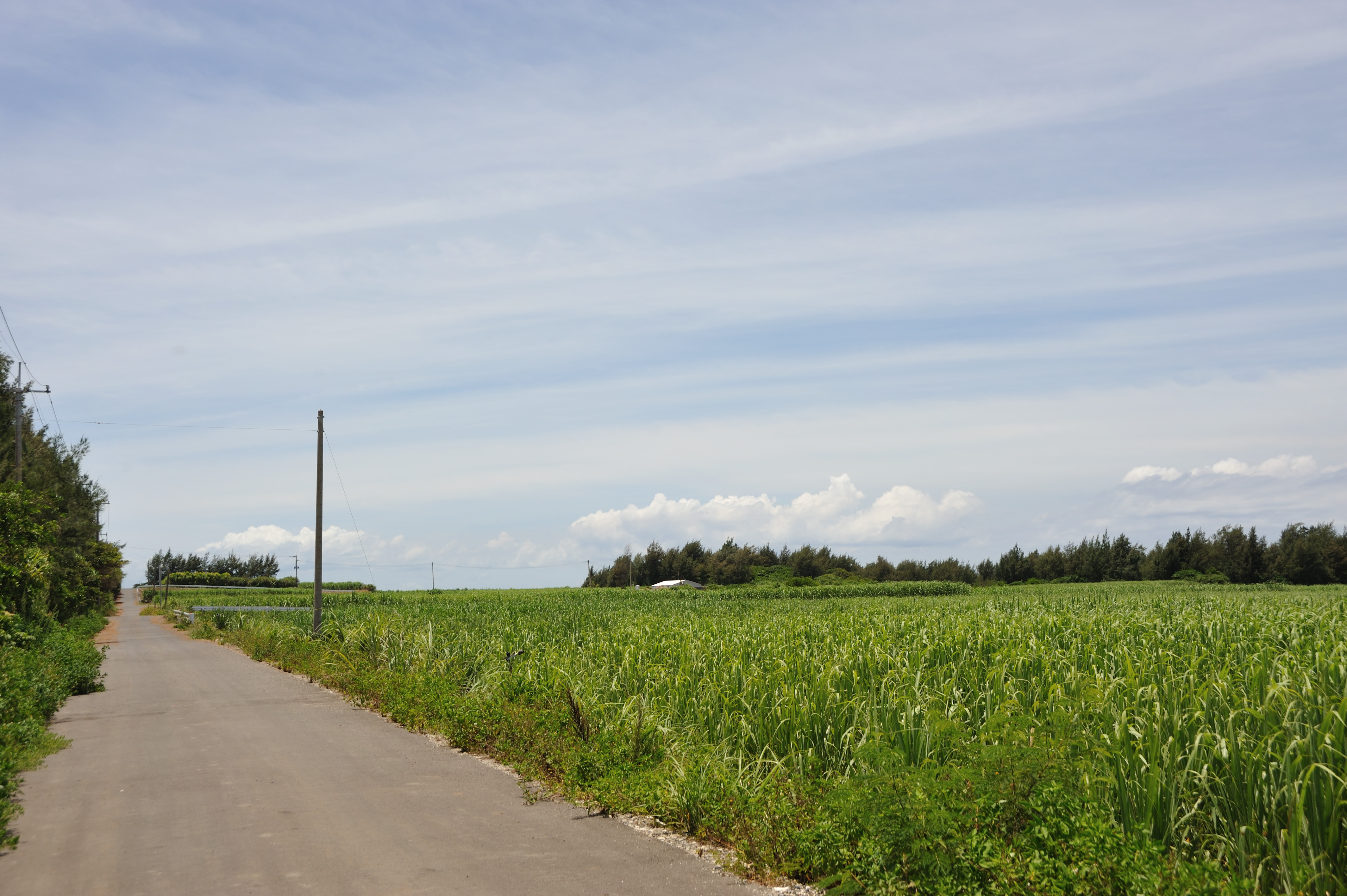
島内一面にサトウキビ畑が広がり、冬に収穫される

### 産業
- 主な産業はサトウキビ、白ゴマ、柑橘類、トマト、サツマイモ、メロンなどの栽培、加工。サトウキビが耕地面積の約74%、農業粗生産額の64%を占める[6]
- 畜産業
- 海岸、近海の漁業、クルマエビ養殖
- 精糖、黒糖菓子などの食品加工
- スギラビーチ、百之台などの観光地にかかる観光業
- 産業人口

### 喜界町に本社を置く主要企業
- 朝日酒造（湾）
- 喜界島酒造（赤連）
- 生和糖業（池治）
- 喜界島観光（赤連）
- 喜禎運送店（赤連）

## 姉妹都市・提携都市

### 国内
- 伊佐市（鹿児島県）
- 瀬戸内町（鹿児島県大島郡）
- 天城町（鹿児島県大島郡）
- 知名町（鹿児島県大島郡）

## 地域

### 人口
| |                                        |  |
| 喜界町と全国の年齢別人口分布（2005年） | 喜界町の年齢・男女別人口分布（2005年） |  |
| ■紫色 ― 喜界町 ■緑色 ― 日本全国 | ■青色 ― 男性 ■赤色 ― 女性              |  |
| 喜界町（に相当する地域）の人口の推移 \| 1970年（昭和45年） \| 12,725人 \| \| \| 1975年（昭和50年） \| 11,464人 \| \| \| 1980年（昭和55年） \| 11,169人 \| \| \| 1985年（昭和60年） \| 10,591人 \| \| \| 1990年（平成2年） \| 9,641人 \| \| \| 1995年（平成7年） \| 9,268人 \| \| \| 2000年（平成12年） \| 9,041人 \| \| \| 2005年（平成17年） \| 8,572人 \| \| \| 2010年（平成22年） \| 8,169人 \| \| \| 2015年（平成27年） \| 7,212人 \| \| \| 2020年（令和2年） \| 6,629人 \| \| |                                        |  |
| 総務省統計局 国勢調査より |                                        |  |
| 1970年（昭和45年） | 12,725人                               |  |
| 1975年（昭和50年） | 11,464人                               |  |
| 1980年（昭和55年） | 11,169人                               |  |
| 1985年（昭和60年） | 10,591人                               |  |
| 1990年（平成2年） | 9,641人                                |  |
| 1995年（平成7年） | 9,268人                                |  |
| 2000年（平成12年） | 9,041人                                |  |
| 2005年（平成17年） | 8,572人                                |  |
| 2010年（平成22年） | 8,169人                                |  |
| 2015年（平成27年） | 7,212人                                |  |
| 2020年（令和2年） | 6,629人                                |  |

### 高等学校
- 鹿児島県立喜界高等学校（赤連）

### 中学校
- 喜界町立喜界中学校（2012年に3中学校を統合し設置された）

### 小学校
- 喜界町立喜界小学校（湾。2012年に5小学校を統合し設置された）
- 喜界町立早町小学校（早町。2012年に4小学校を統合し設置された）

### 幼稚園
- あゆみ幼稚園（上嘉鉄。2012年小学校跡地に設立）
- のぞみ幼稚園（志戸桶。2012年小学校跡地に設立）

### 地上波放送
- NHK鹿児島放送局（喜界総合39 ch・喜界教育41 ch）
- MBC南日本放送（喜界43 ch）
- KTS鹿児島テレビ放送（喜界45 ch）
- KKB鹿児島放送（喜界47 ch）
- KYT鹿児島讀賣テレビ（喜界49 ch）
- NHKラジオ第一（792 kHz・80.3 MHz）
- NHKラジオ第二（1602 kHz）
- MBCラジオ（1449 kHz）
- NHK-FM（82.2 MHz）

### 電話
市外局番0997
- NTT（西日本電信電話株式会社・エヌ・ティ・ティ・ドコモ九州）
- KDDI株式会社
- ソフトバンク株式会社
  - SoftBank
  - ワイモバイル

### インターネット
- フレッツ光ネクスト
- フレッツADSLモア
- フレッツISDN

## 交通

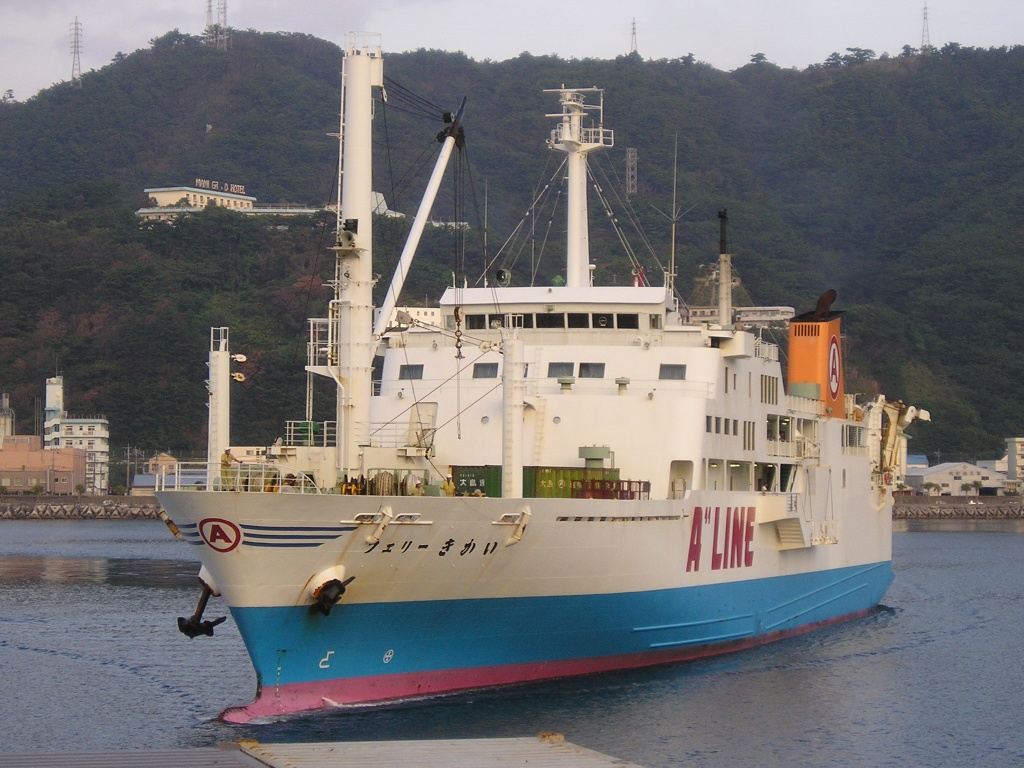
フェリーきかい

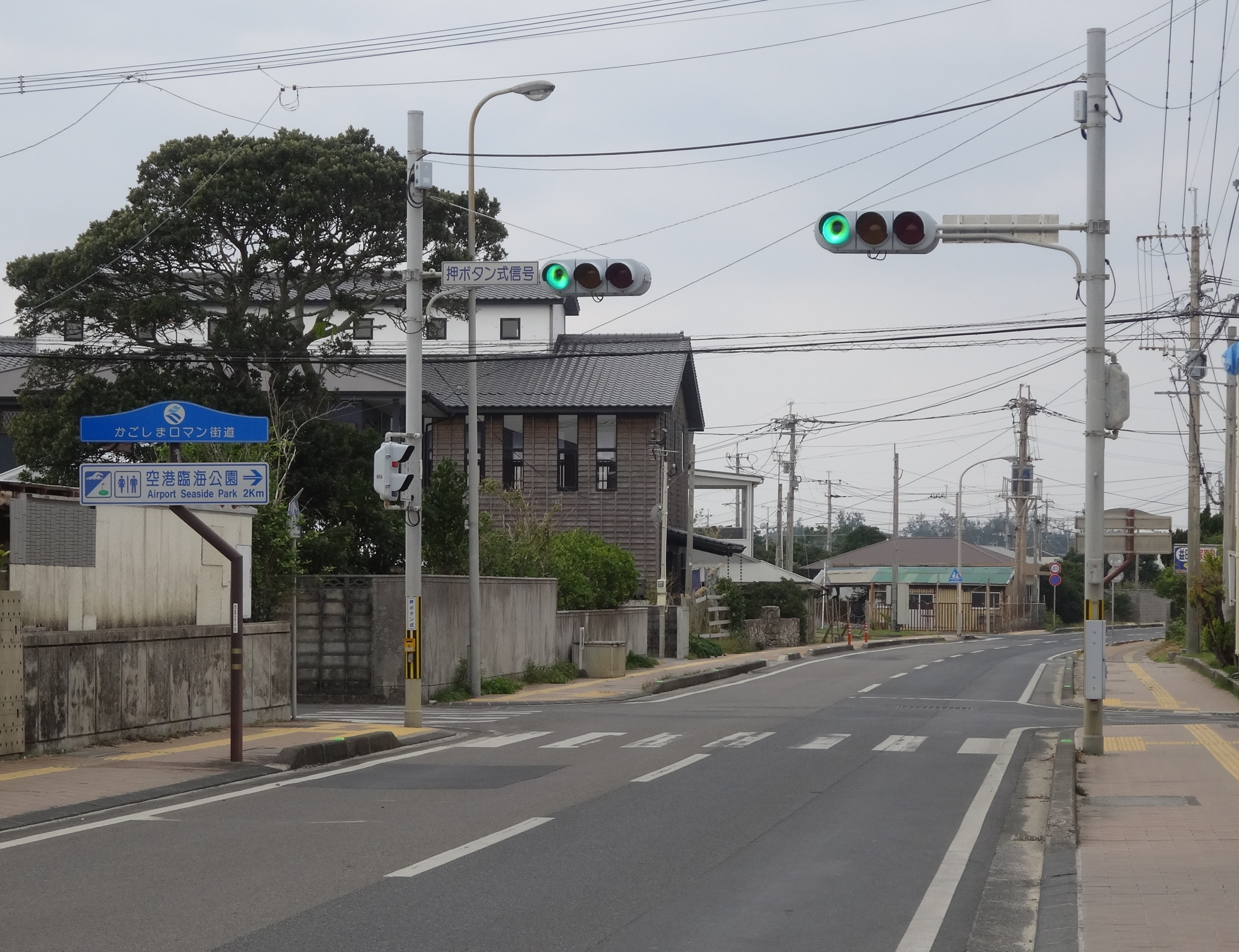
喜界島唯一の信号機

### 空港

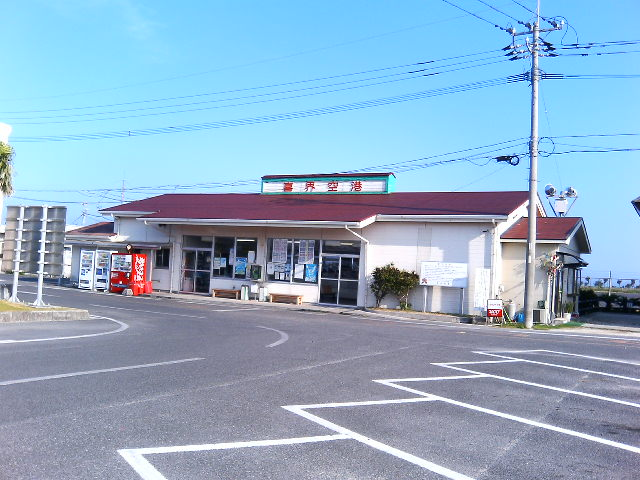
喜界空港
- 日本航空（JAL）[7]
  - 鹿児島空港
  - 奄美空港

### 航路
奄美海運（マルエーフェリー系列）
- 鹿児島港（本港） - 喜界島（湾港） - 奄美大島（名瀬新港） - 奄美大島（古仁屋港） - 徳之島（平土野港） - 沖永良部島（知名港）

### バス路線
喜界バス（奄美航空）北本線（1日8便。湾から海岸沿い時計回り）、南本線（1日8便。湾から海岸沿い反時計回り）、中央線（1日4便。湾から山間部時計回り、反時計回り各2便）。休日は減便。
- 喜界中学校生は、通学に喜界島観光が受託の喜界町スクールバスを利用。

### 道路
- 鹿児島県道 619 喜界島循環線 （1周約45km）
- 鹿児島県道 628 浦原喜界空港線
  - 2003年3月5日、湾集落に喜界島初の信号機（押しボタン式）が設置された[8]。

## 著名な出身者
- 長島公佑（実業家、長島商事創業者）
- 大浦清一（実業家、黎紅堂創業者）
- 郡山直（東洋大学名誉教授、英詩人）
- 吉野建（料理人）
- 岩倉市郎（民俗学・民話研究者。『喜界島方言集』などの重要な著作を残した）
- 高橋英樹（元プロ野球選手）
- 美沢将（元プロ野球選手、鹿児島県警察の警察官）
- 原泉（元プロ野球選手、喜界町役場職員）
- 久保樹乃（プロゴルファー）
- 岩下雅大（シュートボクサー、キックボクサー）
- 牧岡奈美（唄者、歌手。コーラスユニット「あゆたーり」のメンバー）
- 川畑さおり（唄者、歌手）
- AKIKO TOGO（シンガーソングライター）
- 界眞子（唄者）
- 田島ナビ（スーパーセンテナリアン、かつて長寿世界一並びに日本一となった長寿の女性。世界最後の19世紀生まれの人物）
- 高島彦志（画家）

## 縁のある著名人
- 椿鬼奴 - 祖父母が出身。2015年の結婚後に『遠くへ行きたい』のロケで訪問。

- タナカアツシ - 祖父が出身。2018年、「大島エレジー 」でユニバーサルミュージックよりメジャーデビュー。